# Cleidogona mississippiana
Cleidogona mississippiana är en mångfotingart som beskrevs av Chamberlin 1942. Cleidogona mississippiana ingår i släktet Cleidogona och familjen Cleidogonidae. Inga underarter finns listade i Catalogue of Life.